# Saint-Gaudent
Saint-Gaudent is een gemeente in het Franse departement Vienne (regio Nouvelle-Aquitaine) en telt 285 inwoners (2004). De plaats maakt deel uit van het arrondissement Montmorillon.

## Geografie
De oppervlakte van Saint-Gaudent bedraagt 11,8 km², de bevolkingsdichtheid is 24,2 inwoners per km².
De onderstaande kaart toont de ligging van Saint-Gaudent met de belangrijkste infrastructuur en aangrenzende gemeenten.

## Demografie
Onderstaande figuur toont het verloop van het inwonertal (bron: INSEE-tellingen).

1. ↑  Populations de référence 2022.